# Palais Toskana
Le palais Toskana est un palais construit à Vienne, situé dans l'arrondissement de Wieden, construit en 1867 et détruit en 1945.

## Histoire
Le palais est construit en 1867 pour l'archiduc Charles Salvator de Habsbourg-Toscane et son épouse Marie-Immaculée de Bourbon-Siciles. L'architecte est inconnu ; on attribue la façade à Carl Tietz. Le palais de quatre étages est construit dans le style néo-classique avec une décoration figurative à son centre. Derrière, un grand jardin conduit au palais Nathaniel Rothschild (de).
Durant la Seconde Guerre mondiale, le bâtiment est fortement endommagé par les bombardements. Les descendants de l'archiduc n'ont pas les moyens de le faire réparer et vendent le lieu. Le palais est alors démoli. Pendant des décennies, c'est un parking pour les employés de l'ÖRF. Un bâtiment contemporain le remplace en 2004.

## Source, notes et références
- (en) Cet article est partiellement ou en totalité issu de l’article de Wikipédia en anglais intitulé « Palais Toskana » (voir la liste des auteurs).